# Dennis Schröder
Pour les articles homonymes, voir Schröder.
Dennis Mike Schröder, né le 15 septembre 1993 à Brunswick en Allemagne, est un joueur de nationalité allemande de basket-ball évoluant au poste de meneur.
Avec la sélection allemande, il remporte la Coupe du monde lors de l'édition 2023 dont il est désigné MVP, meilleur joueur de la compétition, et remporte la médaille de bronze du Championnat d'Europe 2022 où il est élu dans le cinq majeur.
Sélectionné en dix-septième position de la draft 2013 de la NBA par les Hawks d'Atlanta, il évoiue dans cette ligue dans de nombreuses franchises.

## Biographie

### Ses débuts dans le basket-ball
Dennis Mike Schröder est le fils d'un père allemand et d'une mère gambienne. Dans sa jeunesse, il fait principalement du skate-board avant de s'intéresser au basket-ball à partir de 11 ans quand il est repéré par l'entraîneur Liviu Calin du SG Braunschweig.
Schröder joue le championnat espoir allemand (Nachwuchs-Basketball-Bundesliga) avec les Phantoms Braunschweig. L'équipe espoir, qui compte aussi dans son effectif Daniel Theis atteint la finale à 4 (Top 4) de la compétition mais est battue par le TSV Tröster Breitengüßbach. Schröder impressionne par la vitesse de son premier pas, de ses changements de direction et de sa course en contre-attaque.
À l'été 2011, Schröder participe au championnat d'Europe des 18 ans et moins avec l'Allemagne. Le championnat se déroule en Pologne. L'Allemagne passe le tour préliminaire mais est éliminée dans le tour qualificatif et finit à la 11e place (sur 16 nations participantes). Schröder termine la compétition avec des moyennes de 13,5 points et 4,9 passes décisives par rencontre en 30 minutes. Il est le 3e meilleur passeur (derrière le Slovène Luka Rupnik et l'Ukrainien Klym Artamonov) et le 3e joueur perdant le plus de ballons de la compétition (derrière Rupnik et le Serbe Vasilije Micić).
À l'été 2012, il rejoint l'équipe d'Allemagne pour disputer le championnat d'Europe des 20 ans et moins qui se déroule en Slovénie. L'Allemagne se qualifie pour la phase éliminatoire mais est largement battue par l'Espagne en quart de finale et termine à la 5e place. Schröder joue en moyenne 14,6 minutes, marque 6,1 points et fait 2 passes décisives.
Schröder participe au championnat de première division allemand lors de la saison 2012-2013 avec les Phantoms Braunschweig. Il réussit une très bonne saison et est sélectionné pour le All-Star Game allemand.
En mars 2013, il est sélectionné pour participer au Nike Hoop Summit, une rencontre entre les meilleurs jeunes joueurs du monde qui a lieu le 20 avril à Portland,. Lors de ce match, remporté par la sélection mondiale 112-98, il est titulaire, meilleur passeur de la rencontre avec 6 passes décisives et marque 18 points.
En avril 2013, Schröder remporte les titres de meilleur jeune (moins de 24 ans) du championnat de première division et de joueur ayant le plus progressé. Il est par ailleurs le meilleur marqueur de son équipe (une équipe assez faible qui, à la fin de la saison, est reléguée en seconde division) avec une moyenne de 12 points. Il fait aussi 3,2 passes décisives par rencontre.

### Hawks d'Atlanta (2013-2018)

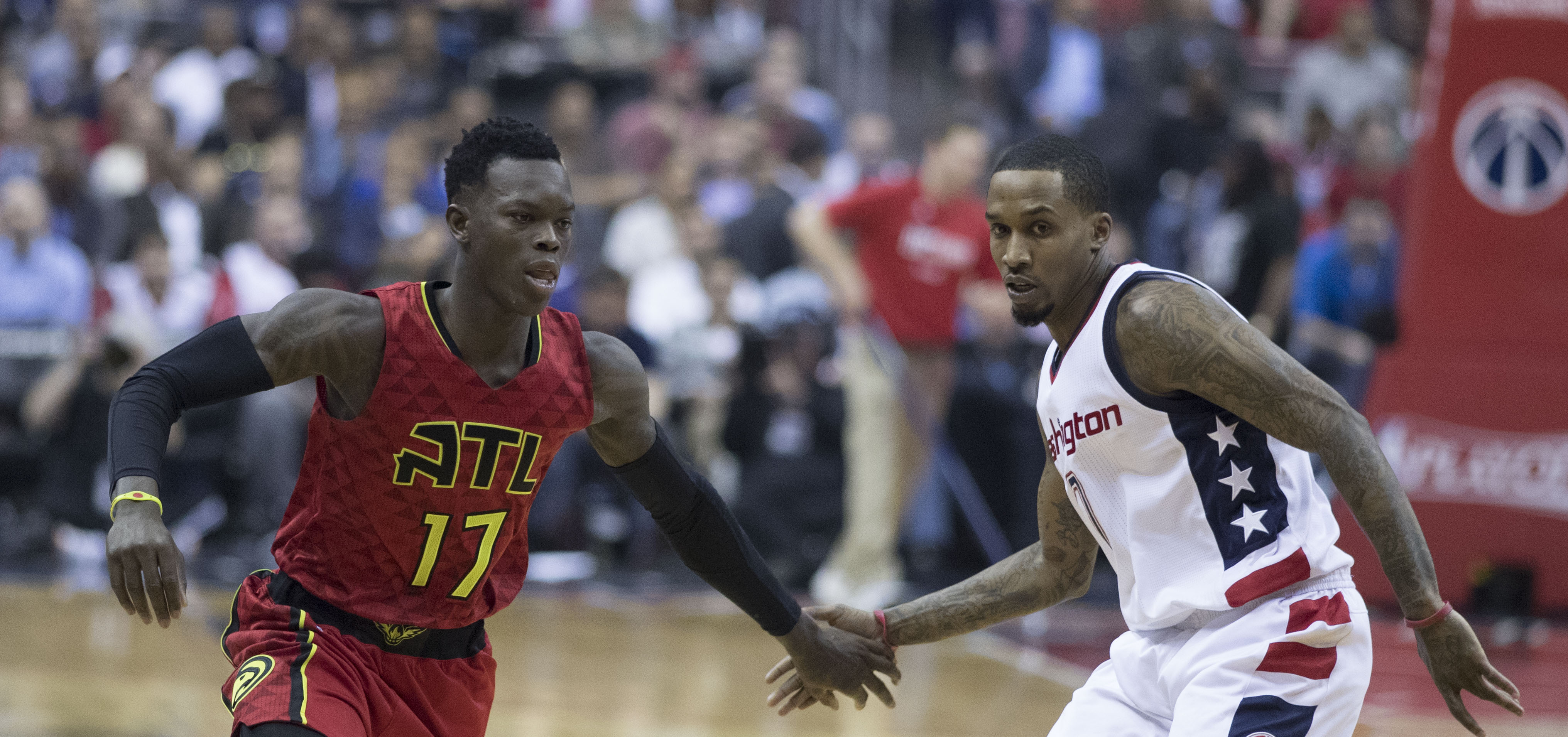
Dennis Schröder en 2017.

Après sa bonne prestation lors du Nike Hoop Summit et aidé par son agent, l'ancien joueur Ademola Okulaja, Schröder se présente à la Draft 2013 de la NBA et est choisi en 17e position par les Hawks d'Atlanta.
Le 26 octobre 2016, il prolonge son contrat avec les Hawks pour 62 millions de dollars sur quatre ans.
En mars 2018, il met un terme à sa saison en raison d'une entorse à la cheville gauche.

### Thunder d'Oklahoma City (2018-2020)
Le 25 juillet 2018, il est transféré au Thunder d'Oklahoma City avec Timothé Luwawu-Cabarrot avec une somme d'argent en échange de Carmelo Anthony et un premier tour de draft 2022 de la NBA.

### Lakers de Los Angeles (2020-2021)
En novembre 2020, il est transféré aux Lakers de Los Angeles en échange de Danny Green.

### Celtics de Boston (2021-2022)
En août 2021, Schröder rejoint les Celtics de Boston pour une saison.

### Rockets de Houston (2022)
En février 2022, il est transféré aux Rockets de Houston en échange de Daniel Theis, Enes Kanter Freedom et Bruno Fernando,.

### Retour aux Lakers de Los Angeles (2022-2023)
En septembre 2022, à la suite de grandes performances à l'EuroBasket 2022, il est recruté par les Lakers de Los Angeles : il y signe un contrat d'un an et 2,64 millions de dollars.

### Raptors de Toronto (2023-2024)
Agent libre à l'été 2023, il signe avec les Raptors de Toronto pour un contrat de 26 millions de dollars sur deux ans.

### Nets de Brooklyn (2024)
En février 2024, avec Thaddeus Young, il est transféré aux Nets de Brooklyn contre Spencer Dinwiddie.
Il est nommé porte-drapeau de la délégation allemande aux Jeux olympiques d'été de 2024 en compagnie de la judokate Anna-Maria Wagner ; il est le premier sportif noir à être nommé pour ce rôle en Allemagne.

### Warriors de Golden State (2024-2025)
Le 15 décembre 2024, Schröder est transféré en direction des Warriors de Golden State contre De'Anthony Melton et trois seconds tours de draft.

### Pistons de Détroit (2025)
Début février 2025, soit moins de deux mois après avoir rejoint les Warriors, il est impliqué dans un échange à plusieurs équipes l'envoyant aux Pistons de Detroit.

### Kings de Sacramento (depuis 2025)
En juillet 2025, Schröder signe avec les Kings de Sacramento un contrat de 45 millions de dollars sur trois ans.

## Palmarès
- Vainqueur de la Coupe du monde 2023
- Troisième au Championnat d'Europe 2022
- Élu dans le cinq majeur du championnat d'Europe 2022
- MVP de la Coupe du monde 2023
- Élu dans le cinq majeur des Jeux olympiques de 2024[25]

## Statistiques

### En NBA

#### Saison régulière
| Saison    | Équipe        | Matchs | Titul. | Min./m | % Tir | % 3pts | % LF | Rbds/m. | Pass/m. | Int/m. | Ctr/m. | Pts/m. |
| --------- | ------------- | ------ | ------ | ------ | ----- | ------ | ---- | ------- | ------- | ------ | ------ | ------ |
| 2013-2014 | Atlanta       | 49     | 0      | 13,1   | 38,3  | 23,8   | 67,4 | 1,22    | 1,90    | 0,35   | 0,00   | 3,73   |
| 2014-2015 | Atlanta       | 77     | 10     | 19,7   | 42,7  | 35,1   | 82,7 | 2,13    | 4,12    | 0,64   | 0,05   | 9,97   |
| 2015-2016 | Atlanta       | 80     | 6      | 20,3   | 42,1  | 32,2   | 79,1 | 2,55    | 4,36    | 0,88   | 0,11   | 10,99  |
| 2016-2017 | Atlanta       | 79     | 78     | 31,5   | 45,1  | 34,0   | 85,5 | 3,14    | 6,32    | 0,94   | 0,20   | 17,90  |
| 2017-2018 | Atlanta       | 67     | 67     | 31,0   | 43,6  | 29,0   | 84,9 | 3,10    | 6,22    | 1,07   | 0,09   | 19,42  |
| 2018-2019 | Oklahoma City | 79     | 14     | 29,3   | 41,4  | 34,1   | 81,9 | 3,60    | 4,10    | 0,80   | 0,20   | 15,49  |
| 2019-2020 | Oklahoma City | 65     | 2      | 30,8   | 46,9  | 38,5   | 83,9 | 3,63    | 4,03    | 0,69   | 0,22   | 18,91  |
| 2020-2021 | L.A. Lakers   | 61     | 61     | 32,1   | 43,7  | 33,5   | 84,8 | 3,46    | 5,75    | 1,15   | 0,21   | 15,43  |
| 2021-2022 | Boston        | 49     | 25     | 29,2   | 44,0  | 34,9   | 84,8 | 3,35    | 4,24    | 0,84   | 0,10   | 14,37  |
| 2021-2022 | Houston       | 15     | 4      | 27,0   | 39,3  | 32,8   | 87,2 | 3,33    | 5,87    | 0,80   | 0,20   | 10,87  |
| 2022-2023 | L.A. Lakers   | 66     | 50     | 30,1   | 41,5  | 32,9   | 85,7 | 2,50    | 4,52    | 0,76   | 0,15   | 12,58  |
| 2023-2024 | Toronto       | 51     | 33     | 30,6   | 44,2  | 35,0   | 85,2 | 2,75    | 6,14    | 0,90   | 0,16   | 13,69  |
| 2023-2024 | Brooklyn      | 29     | 25     | 32,0   | 42,4  | 41,2   | 79,7 | 3,52    | 6,03    | 0,59   | 0,31   | 14,62  |
| 2024-2025 | Brooklyn      | 23     | 23     | 33,6   | 45,2  | 38,7   | 88,9 | 3,00    | 6,60    | 1,10   | 0,20   | 18,40  |
| 2024-2025 | Golden State  | 24     | 18     | 26,2   | 37,5  | 32,2   | 74,4 | 2,30    | 4,40    | 1,00   | 0,10   | 10,60  |
| 2024-2025 | Détroit       | 28     | 8      | 25,2   | 37,8  | 30,2   | 83,3 | 2,60    | 5,30    | 0,50   | 0,20   | 10,80  |
| Carrière  | Carrière      | 842    | 424    | 27,3   | 43,2  | 34,2   | 83,6 | 2,90    | 4,90    | 0,80   | 0,10   | 13,90  |

#### Playoffs
| Saison   | Équipe        | Matchs | Titul. | Min./m | % Tir | % 3pts | % LF | Rbds/m. | Pass/m. | Int/m. | Ctr/m. | Pts/m. |
| -------- | ------------- | ------ | ------ | ------ | ----- | ------ | ---- | ------- | ------- | ------ | ------ | ------ |
| 2014     | Atlanta       | 2      | 0      | 3,5    | 100,0 | 100,0  | 0,0  | 1,00    | 0,00    | 0,00   | 0,00   | 2,50   |
| 2015     | Atlanta       | 16     | 0      | 18,1   | 38,6  | 23,5   | 85,7 | 1,81    | 3,88    | 0,56   | 0,00   | 9,00   |
| 2016     | Atlanta       | 10     | 0      | 19,1   | 45,2  | 34,3   | 84,6 | 1,90    | 3,50    | 0,40   | 0,10   | 11,70  |
| 2017     | Atlanta       | 6      | 6      | 35,2   | 45,5  | 42,5   | 83,8 | 2,33    | 7,67    | 1,00   | 0,00   | 24,67  |
| 2019     | Oklahoma City | 5      | 0      | 30,1   | 45,5  | 30,0   | 72,2 | 3,20    | 3,40    | 0,80   | 0,00   | 13,80  |
| 2020     | Oklahoma City | 7      | 0      | 32,4   | 40,4  | 28,9   | 80,0 | 3,71    | 3,57    | 0,57   | 0,14   | 17,29  |
| 2021     | L.A. Lakers   | 6      | 6      | 32,7   | 40,0  | 30,8   | 84,6 | 3,00    | 2,83    | 1,00   | 0,17   | 14,33  |
| 2023     | L.A. Lakers   | 16     | 3      | 26,1   | 39,8  | 33,3   | 82,1 | 1,94    | 2,88    | 1,00   | 0,19   | 7,38   |
| 2025     | Détroit       | 6      | 0      | 27,3   | 49,1  | 47,6   | 81,3 | 2,30    | 3,70    | 1,20   | 0,20   | 12,50  |
| Carrière | Carrière      | 74     | 15     | 25,1   | 42,5  | 33,7   | 82,2 | 2,30    | 3,70    | 0,80   | 0,09   | 11,90  |

### En D-League

#### Saison régulière
| Saison    | Équipe      | Matchs | Titul. | Min./m | % Tir | % 3pts | % LF | Rbds/m. | Pass/m. | Int/m. | Ctr/m. | Pts/m. |
| --------- | ----------- | ------ | ------ | ------ | ----- | ------ | ---- | ------- | ------- | ------ | ------ | ------ |
| 2013-2014 | Bakersfield | 6      | 6      | 34,0   | 47,9  | 29,4   | 71,1 | 4,17    | 6,67    | 0,83   | 0,17   | 17,00  |
| Carrière  | Carrière    | 6      | 6      | 34,0   | 47,9  | 29,4   | 71,1 | 4,17    | 6,67    | 0,83   | 0,17   | 17,00  |

## Records sur une rencontre

### En NBA
Les records personnels de Dennis Schröder en NBA sont les suivants, :
| Type de statistique        | Saison régulière | Saison régulière        | Saison régulière | Playoffs | Playoffs                 | Playoffs      |
| Type de statistique        | Record           | Adversaire              | Date             | Record   | Adversaire               | Date          |
| -------------------------- | ---------------- | ----------------------- | ---------------- | -------- | ------------------------ | ------------- |
| Points                     | 41               | @ Jazz de l'Utah        | 20 mars 2018     | 30       | Rockets de Houston       | 24 août 2020  |
| Paniers marqués            | 16               | 2 fois                  | 2 fois           | 10       | 6 fois                   | 6 fois        |
| Paniers tentés             | 28               | @ Jazz de l'Utah        | 20 mars 2018     | 23       | Rockets de Houston       | 22 août 2020  |
| Paniers à 3 points réussis | 8                | @ Bucks de Milwaukee    | 10 avril 2019    | 5        | 2 fois                   | 2 fois        |
| Paniers à 3 points tentés  | 15               | @ Bucks de Milwaukee    | 10 avril 2019    | 10       | 2 fois                   | 2 fois        |
| Lancers francs réussis     | 12               | Heat de Miami           | 4 janvier 2023   | 7        | 3 fois                   | 3 fois        |
| Lancers francs tentés      | 14               | Heat de Miami           | 4 janvier 2023   | 9        | Rockets de Houston       | 22 août 2020  |
| Rebonds offensifs          | 3                | 9 fois                  | 9 fois           | 2        | 4 fois                   | 4 fois        |
| Rebonds défensifs          | 11               | Clippers de Los Angeles | 22 décembre 2020 | 7        | Rockets de Houston       | 31 août 2020  |
| Rebonds totaux             | 12               | 2 fois                  | 2 fois           | 8        | Rockets de Houston       | 31 août 2020  |
| Passes décisives           | 15               | 2 fois                  | 2 fois           | 11       | @ Wizards de Washington  | 26 avril 2017 |
| Interceptions              | 5                | 2 fois                  | 2 fois           | 3        | @ Wizards de Washington  | 15 mai 2015   |
| Contres                    | 2                | 6 fois                  | 6 fois           | 1        | 3 fois                   | 3 fois        |
| Balles perdues             | 10               | @ Wizards de Washington | 22 mars 2017     | 5        | @ Cavaliers de Cleveland | 2 mai 2016    |
| Minutes jouées             | 55               | Knicks de New York      | 29 janvier 2017  | 40       | Wizards de Washington    | 28 avril 2017 |

- Double-double : 49 (dont 2 en playoffs)
- Triple-double : 0

Dernière mise à jour : 28 mars 2025

### En D-League
Les records personnels de Dennis Schröder, officiellement recensés par la D-League sont les suivants :
| Type statistique            | Saison régulière | Saison régulière         | Saison régulière |
| Type statistique            | Record           | Adversaire               | Date             |
| --------------------------- | ---------------- | ------------------------ | ---------------- |
| Points en un match          | 21               | 2 fois                   |                  |
| Paniers marqués en un match | 9                | @ Bighorns de Reno       | 15 décembre 2013 |
| Paniers tentés en un match  | 18               | @ Bighorns de Reno       | 15 décembre 2013 |
| Paniers à 3 points réussis  | 2                | @ Bighorns de Reno       | 14 décembre 2013 |
| Paniers à 3 points tentés   | 4                | 3 fois                   |                  |
| Lancers francs réussis      | 12               | Warriors de Santa Cruz   | 12 décembre 2013 |
| Lancers francs tentés       | 15               | Warriors de Santa Cruz   | 12 décembre 2013 |
| Rebonds offensifs           | 2                | @ Bighorns de Reno       | 15 décembre 2013 |
| Rebonds défensifs           | 5                | D-Fenders de Los Angeles | 6 décembre 2013  |
| Rebonds totaux              | 6                | 2 fois                   |                  |
| Passes décisives            | 11               | Warriors de Santa Cruz   | 10 décembre 2013 |
| Interceptions               | 3                | @ Bighorns de Reno       | 15 décembre 2013 |
| Contres                     | 1                | D-Fenders de Los Angeles | 6 décembre 2013  |
| Balles perdues              | 6                | Warriors de Santa Cruz   | 12 décembre 2013 |
| Minutes jouées              | 41               | Warriors de Santa Cruz   | 12 décembre 2013 |

- Double-double : 1 (au 15/12/2013).
- Triple-double : aucun.

## Salaires
| Année       | Équipe                  | Salaire      |
| ----------- | ----------------------- | ------------ |
| 2013-2014   | Hawks d'Atlanta         | 1 348 200 $  |
| 2014-2015   | Hawks d'Atlanta         | 1 690 680 $  |
| 2015-2016   | Hawks d'Atlanta         | 1 763 400 $  |
| 2016-2017   | Hawks d'Atlanta         | 2 708 582 $  |
| 2017-2018   | Hawks d'Atlanta         | 15 500 000 $ |
| 2018-2019   | Thunder d'Oklahoma City | 15 500 000 $ |
| 2019-2020   | Thunder d'Oklahoma City | 15 500 000 $ |
| 2020-2021   | Lakers de Los Angeles   | 16 000 000 $ |
| 2021-2022   | Rockets de Houston      | 5 890 000 $  |
| 2022-2023   | Lakers de Los Angeles   | 1 836 090 $  |
| 2023-2024   | Nets de Brooklyn        | 12 405 000 $ |
| Total Gains | Total Gains             | 90 141 952 $ |
| 2024-2025   | Nets de Brooklyn        | 13 025 250 $ |